# 台湾総督府法務部
台湾総督府法務部（たいわんそうとくふほうむぶ、旧字体：臺灣總督府法務部）は、台湾総督府に置かれた内部部局。台湾における司法事務を管掌した。名称は、司法部、法務部、法務局などと変遷した

## 概要
1895年（明治28年）5月、台湾総督府が設置され、その民政局に司法部が設置された。これが法務部の嚆矢であるが、同年8月に廃止となった。
1896年（明治29年）4月、民政局に法務部が設置されたが、1897年（明治30年）11月に廃止された。
1911年（明治44年）10月、民政部に法務部を設置。1924年（大正13年）12月に法務部が廃止された。
1940年（昭和15年）3月、法務局を設置。1942年（昭和17年）11月、法務局が法務部に改編され、以後、1945年（昭和20年）10月に台湾総督府が廃止されるまで存続した。

## 沿革
- 1895年（明治28年）
  - 5月 - 台湾総督府民政局に司法部を設置[1]。
  - 8月 - 司法部を廃止し、民政局局長部に民刑課を置く。
- 1896年（明治29年）4月 - 民政局に法務部を設置[2]。民事課、刑事課を置く。
- 1897年（明治30年）11月 - 法務部が廃止され[3]、民政局に法務課を置く。
- 1898年（明治31年）6月 - 民政局が民政部となる。
- 1901年（明治34年）11月 - 民政部に総務局を設置[4]。法務課が所属。
- 1909年（明治42年）10月 - 総務局を内務局に改編し[5]、引き続き法務課が所属。
- 1911年（明治44年）10月 - 民政部に法務部を設置[6]。民刑課、監獄課を置く。
- 1919年（大正8年） 8月 - 民政部が廃止され、台湾総督府法務部となる[7]。
- 1924年（大正13年） - 民刑課、行刑課の二課となる。
  - 12月 -  法務部が廃止され[8]、総督官房に法務課を置く。
- 1940年（昭和15年）3月 - 法務局を設置し[9]、民刑課、行刑課を置く。
- 1942年（昭和17年）11月 - 法務局を法務部に改編し[10]、引き続き、民刑課、行刑課を置く。

## 機構
1943年現在。
- 法務部
  - 民刑課
  - 行刑課

関連する総督府所属官署として、台湾総督府法院（高等法院・地方法院）・検察局・刑務所などがあった。

## 歴代局長・部長
| 氏名                     | 在任期間                       | 備考                     |
| 台湾総督府民政局司法部長 | 台湾総督府民政局司法部長       | 台湾総督府民政局司法部長 |
| ------------------------ | ------------------------------ | ------------------------ |
| 不明                     | 1895年5月21日 - 1895年8月6日   |                          |
| （司法部廃止）           |                                |                          |
| 台湾総督府民政局法務部長 |                                |                          |
| 高野孟矩                 | 1896年5月13日 - 1897年7月29日  |                          |
| （1897.11.1法務部廃止）  |                                |                          |
| 台湾総督府民政部法務部長 |                                |                          |
| 手島兵次郎               | 1911年10月16日 - 1914年6月23日 |                          |
| 石井為吉                 | 1914年6月23日 - 1918年7月9日   |                          |
| 長尾景徳                 | 1918年7月9日 - 1919年8月20日   |                          |
| 台湾総督府法務部長       |                                |                          |
| 長尾景徳                 | 1919年8月20日 - 1922年10月8日  |                          |
| 和田一次                 | 1922年10月8日 - 1924年12月25日 |                          |
| （法務部廃止）           |                                |                          |
| 台湾総督府法務局長       |                                |                          |
| 中村八十一               | 1940年3月6日 - 1942年10月23日  |                          |
| 台湾総督府法務部長       |                                |                          |
| 稲田喜代治               | 1942年11月1日 - 1944年6月7日   |                          |
| 村上達                   | 1944年6月7日 -                 |                          |